# Phyllostomus discolor
Phyllostomus discolor (Wagner, 1843) è un pipistrello della famiglia dei Fillostomidi diffuso nell'America centrale e meridionale.

## Descrizione

### Dimensioni
Pipistrello di medie dimensioni, con la lunghezza della testa e del corpo tra 66 e 97 mm, la lunghezza dell'avambraccio tra 60 e 68 mm, la lunghezza della coda tra 12 e 17 mm, la lunghezza del piede tra 14 e 18 mm, la lunghezza delle orecchie tra 16 e 24 mm e un peso fino a 51 g.

### Aspetto
La pelliccia è corta, liscia e vellutata. Le parti dorsali sono bruno-grigiastre, marroni o talvolta arancioni, spesso cosparse di peli biancastri e con la base dei peli bianca, mentre le parti ventrali sono grigio brizzolato, dovuto alla punta ed alla base dei peli bianca. Il muso è allungato, la foglia nasale è lanceolata, con la porzione anteriore non saldata al labbro superiore. Sul mento è presente un solco longitudinale contornato da due cuscinetti verrucosi. Nei maschi è presente una sacca ghiandolare sulla gola, più rudimentale nelle femmine. È provvisto di una lingua estensibile e rugosa, adatta a prelevare il polline e il nettare dai fiori. Le orecchie sono larghe, triangolari e separate tra loro. Il trago è lungo circa un terzo del padiglione auricolare ed appuntito. Le membrane alari sono nerastre. La coda è corta e fuoriesce con l'estremità dalla superficie dorsale dell'ampio uropatagio. Il calcar è più corto del piede. Il cariotipo è 2n=32 FNa=60.

### Ecolocazione
Emette ultrasuoni con impulsi di breve durata a frequenza modulata e multi-armonici tra 45 e 100 kHz.

## Biologia

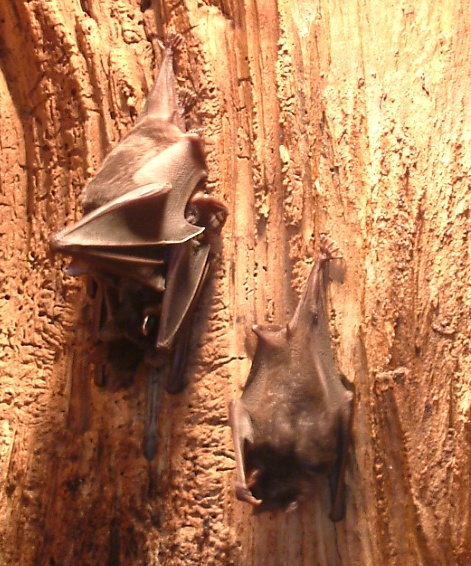
Individui a riposo

### Comportamento
Si rifugia nelle cavità degli alberi e talvolta nelle grotte, dove forma colonie fino a 400 individui, suddivise in piccoli harem di un maschio e 12 femmine e in piccoli gruppi di maschi solitari. L'attività predatoria inizia subito dopo il tramonto ed avviene in piccoli gruppi.

### Alimentazione
Si nutre nella stagione piovosa di insetti, particolarmente di coleotteri, mentre nel resto dell'anno predilige nettare, polline e parti di fiori di Calliandra, Ceiba, Crescentia, Opchroma e Pseudo-Bombax.

### Riproduzione
Gli accoppiamenti avvengono durante tutto l'anno. Femmine gravide o in allattamento sono state catturate in guatemala nei mesi di agosto e settembre, in Perù a giugno e novembre e in Colombia a febbraio e ottobre. Maschi sessualmente riproduttivi sono stati invece osservati in Brasile nei mesi di febbraio, giugno, agosto, settembre e dicembre.

## Distribuzione e habitat
Questa specie è diffusa dagli stati messicani meridionali di Oaxaca e Veracruz attraverso tutta l'America centrale fino probabilmente all'Argentina settentrionale e il Brasile sud-orientale. È presente anche sulle isole di Trinidad e Margarita.
Vive nelle foreste primarie e nelle aree agricole.

## Tassonomia
Sono state riconosciute 2 sottospecie:
- P.d.discolor: Colombia, Ecuador orientale, Perù settentrionale ed orientale, Venezuela, Guyana, Suriname, Guyana francese, Brasile fino allo stato meridionale di San Paolo, Paraguay settentrionale, Bolivia settentrionale ed orientale. Isole di Trinidad e Margarita. Probabilmente è presente anche nell'Argentina settentrionale;
- P.d.verrucosus (Elliot, 1905): dagli stati messicani meridionali di Veracruz, Oaxaca, Tabasco, Chiapas al Belize, Guatemala, honduras, El Salvador, Nicaragua, Costa Rica, Panama, coste occidentali di Colombia ed Ecuador.

## Conservazione
La IUCN Red List, considerato il vasto areale, la popolazione presumibilmente numerosa, la presenza in diverse aree protette e la tolleranza alle modifiche ambientali, classifica P.discolor come specie a rischio minimo (Least Concern)).